# Tudicla spirillus
Tudicla spirillus is een slakkensoort uit de familie Tudiclidae. De wetenschappelijke naam werd gepubliceerd in 1758 door Carl Linnaeus in de tiende editie van Systema naturae.